# Alció coronat
L'alció coronat (Todiramphus australasia) és una espècie d'ocell de la família dels alcedínids (Alcedinidae) que habita boscos a les illes Petites de la Sonda.